# Swertia multicaulis
Swertia multicaulis là một loài thực vật có hoa trong họ Long đởm. Loài này được D. Don miêu tả khoa học đầu tiên năm 1825.